# Merced (Californië)
Merced is een plaats (city) in de Amerikaanse staat Californië, en valt bestuurlijk gezien onder Merced County.

## Demografie
Bij de volkstelling in 2000 werd het aantal inwoners vastgesteld op 63.893.
In 2006 is het aantal inwoners door het United States Census Bureau geschat op 76.313, een stijging van 12420 (19,4%).

## Geografie
Volgens het United States Census Bureau beslaat de plaats een oppervlakte van
51,4 km², geheel bestaande uit land. Merced ligt op ongeveer 58 m boven zeeniveau.

## Plaatsen in de nabije omgeving
De onderstaande figuur toont nabijgelegen plaatsen in een straal van 32 km rond Merced.

## Stedenbanden
Merced heeft stedenbanden met:
- Somoto (Nicaragua), sinds 1988[4]

## Geboren
- Janet Leigh (1927-2004), actrice